# Fuoco (ottica)

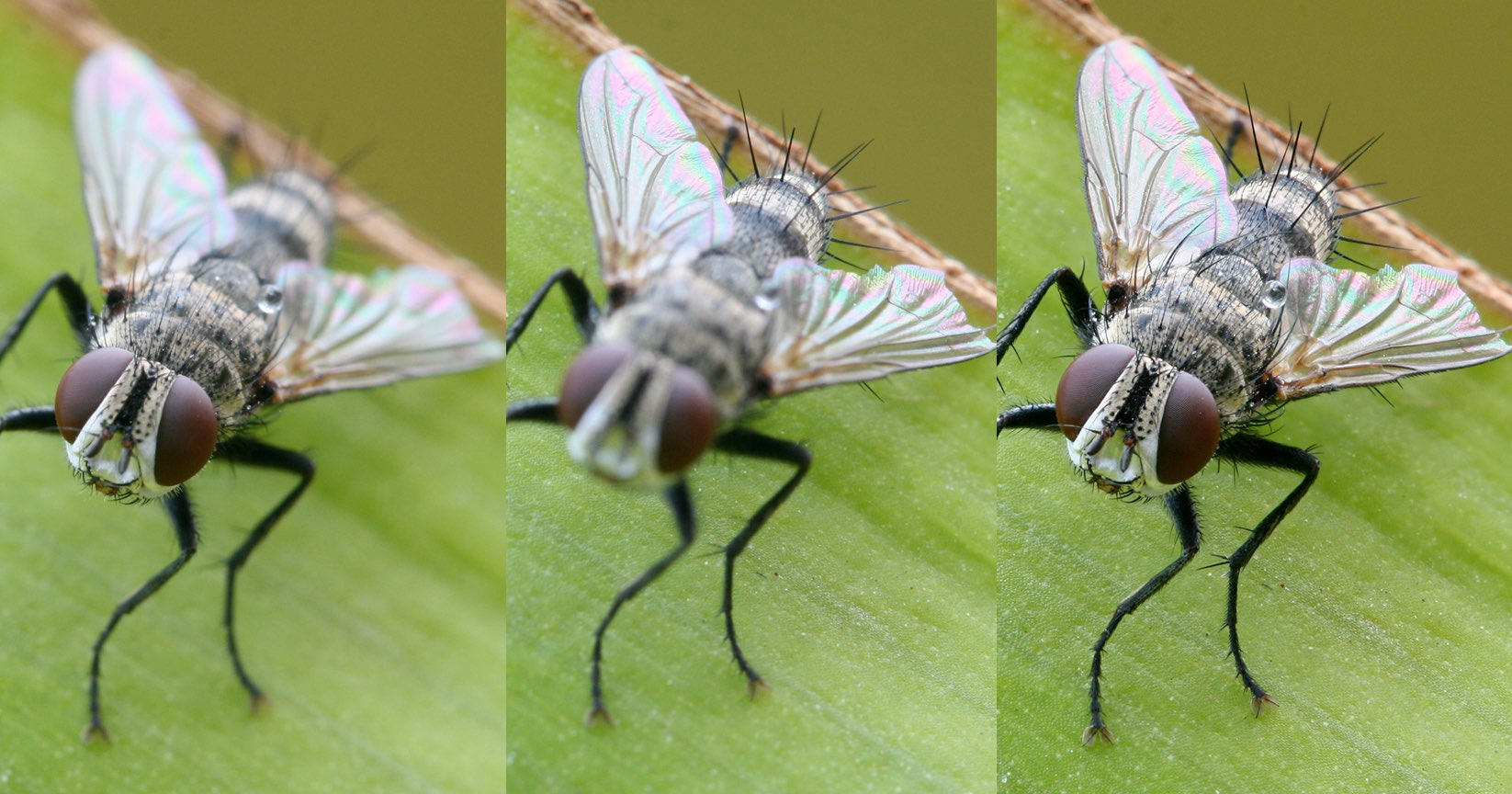
Tre modi di messa a fuoco

Il fuoco (focus) o messa a fuoco (maf) o focalizzazione è l'atto di regolare l'esatta distanza tra il sistema ottico in uso e il piano immagine che ottiene la miglior visibilità dell'oggetto reale di interesse, da osservare, fotografare o filmare, ecc. Ovvero, è la regolazione (meccanica) per concentrare o focalizzare nel modo migliore possibile i punti-immagine di un oggetto reale, proiettato sulla retina dell'occhio, su di uno schermo di messa a fuoco, oppure su di un piano focale che coincide con la pellicola o il sensore di cine-fotocamere, ecc.  
In ottica, il fuoco reale è il punto geometrico sull'asse ottico, nel quale convergono i raggi luminosi rifratti da una lente convergente o riflessi da uno specchio concavo. Il fuoco virtuale è il punto geometrico sull'asse ottico, nel quale convergono i prolungamenti dei raggi luminosi rifratti da una lente divergente (o negativa).

## Etimologia

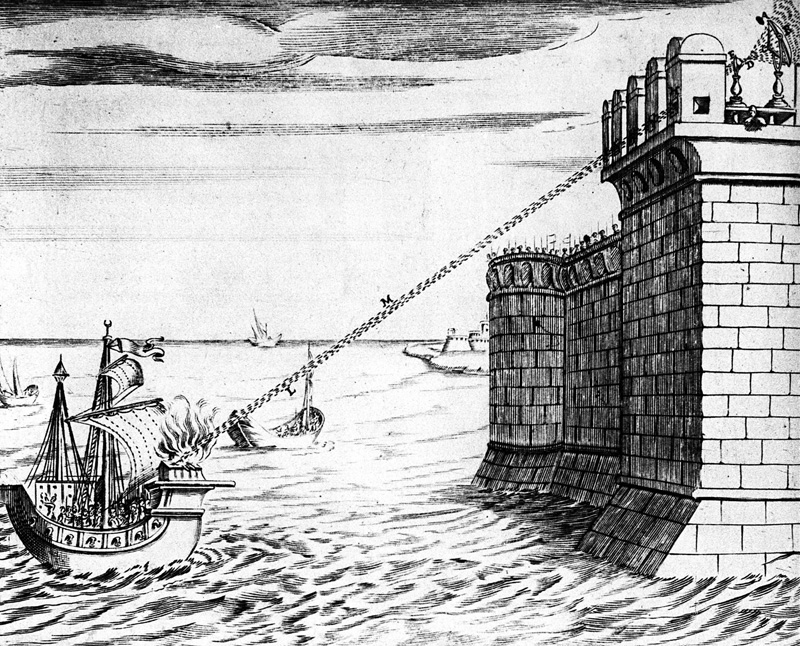
Specchio ustore

L'etimologia del termine mettere a fuoco, deriva molto probabilmente dal fatto che, è possibile accendere un fuoco o incendiare un foglio di carta, delle foglie secche o delle sterpaglie, dirigendogli sopra l'immagine ben focalizzata del Sole alto nel cielo, usando un obiettivo convergente, come uno specchio ustorio, o una lente d'ingrandimento di potere diottrico adeguato: più potente è la lente, più piccola è l'immagine del disco solare, e più concentrata sarà l'energia fotonica di quei raggi, alzando così la temperatura del materiale combustibile, fino a provocarne la messa a fuoco (fino a farlo incendiare o prendere fuoco). 

## Messa a fuoco
Tutti gli strumenti ottici (come obiettivi fotografici, cannocchiali, binocoli, telescopi, lenti di ingrandimento, microscopi, etc.) catturano la luce e formano una immagine del reale. Questa immagine è tridimensionale e perfettamente a fuoco su tutti gli infiniti punti-immagine di cui è formata; tuttavia, le immagini si osservano solitamente in modo bidimensionale (una fetta per volta), sia sulla retina, che su una immagine piana (fotografia, cinema, ecc). E questo, fa si che bisogna scegliere e/o decidere quale piano osservare e/o fotografare, nella profondità dell'immagine (vedi, profondità di campo), utilizzando la messa a fuoco.  
Ogni punto-immagine non è mai esattamente considerabile come un punto ideale, in quanto riflette sempre la forma del diaframma di apertura, della lente o del obiettivo usato, assumendo eventualmente la forma di un disco (dimensione maggiore di un punto), quando viene proiettato sul piano bidimensionale scelto (tramite la messa a fuoco). Così, più i punti-immagine si trovano lontani dal piano scelto, e più appariranno su quel piano come dischi di dimensione maggiore (sfuocati). Più i punti dell'immagine sono piccoli e più l'oggetto è a fuoco. Ovvero, quando la regolazione di messa a fuoco fornisce il risultato migliore, per l'oggetto puntato, si dice che l'immagine è a fuoco, in caso contrario si dice che è fuori fuoco o sfocata.  
Tutto ciò è valido anche per le immagini proiettate sulla retina dell'occhio e per tutte le situazioni di immagini ottiche che riprendono la realtà, con qualsiasi strumento ottico.  

### Accomodazione dell'occhio

Accomodazione del cristallino

Per analogia, l'occhio umano funziona proprio come una macchina fotografica, dove la parte anteriore è simile ad un obiettivo (cornea, iride e cristallino) dotato di una determinata lunghezza focale (~ 16 mm), di un diaframma automatico (tra f/11 e f/1,8 circa) e di una lente di messa a fuoco automatica, in grado di focalizzare da ~ 7 cm a infinito [simbolo {\displaystyle \infty }], per occhi emmetropi fino a 10 anni di età, poi la distanza minima tende ad aumentare con la maturità a 15-20 cm e fino a 25 cm, come limite oftalmico dove oltre perviene la presbiopia. Nell'occhio, è il cristallino a mettere a fuoco le immagini sulla retina (detta accomodazione), modificando la sua forma e dunque il suo potere di rifrazione (potere diottrico), tramite i muscoli detti ciliari. La retina si trova nella parte posteriore, interna al bulbo oculare, e funziona più o meno come un sensore fotografico con una determinata risoluzione d'immagine, detta acutezza visiva; parte di questa funzione ingloba i sensori di messa fuoco che andranno a comandare il cristallino, condizionandolo a lavorare in base a ciò che si vuole osservare.   
Una differenza importante tra la messa a fuoco oculare e quella fotografica, è la semisfericità della retina rispetto alla planarità del sensore, che favorisce la costruzione delle lenti oftalmiche, mentre obbliga notevoli correzioni ottiche nelle lenti fotografiche, aumentandone la complessità. 

### Nella fotografia

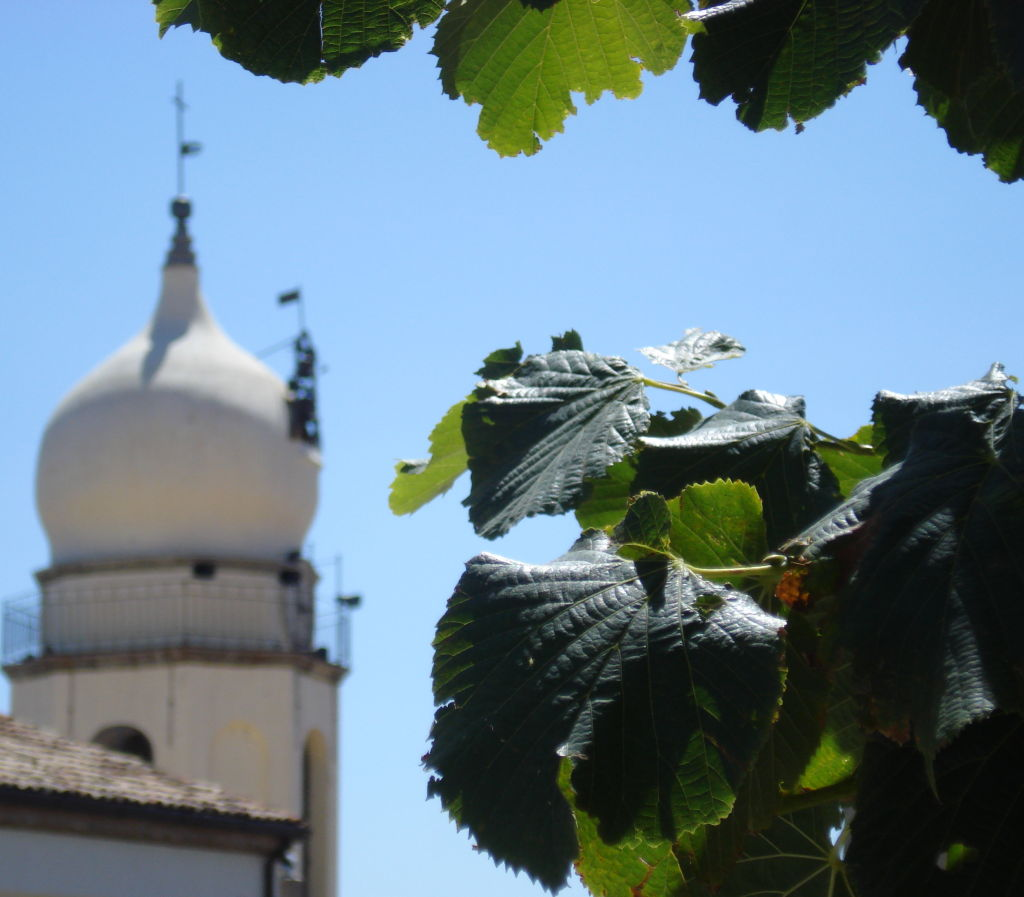
Fotografia con il primo piano a fuoco, e lo sfondo fuori fuoco

La messa a fuoco, in fotografia, viene attuata allontanando o avvicinando opportunamente, sull'asse ottico, l'intero gruppo ottico o alcune lenti dell'obiettivo, utilizzando la ghiera manuale o l'autofocus. In questo modo è possibile mettere a fuoco qualsiasi piano immagine ripreso tra la distanza minima e l'infinito, proiettandolo nitidamente sul piano focale del sensore (lastra, pellicola, etc.).  L'allontanamento dell'ottica dal sensore provoca la maf di oggetti sempre più vicini alla fotocamera: i tubi di prolunga e i soffietti posti tra corpo macchina e ottica vengono utilizzati, in macrofotografia, appunto per ingrandire i soggetti, riducendo la minima distanza di maf (il focus stacking è una tecnica di maf usata particolarmente nella fotografia macro "molto spinta", vicino alla microfotografia).

Cerchi di confusione (sopra e sotto)

L'obiettivo stenopeico (dal greco: piccolo foro) funziona senza lenti ottiche e senza l'ausilio di regolazioni di maf, producendo un'immagine totalmente a fuoco (o quasi). Precisamente, più piccolo è il diametro del foro e più piccoli saranno i circoli di confusione dei punti immagine, rendendo più nitida o a fuoco la fotografia.
La corretta messa a fuoco di un particolare piano della profondità del campo inquadrato potrà essere effettuata soltanto con l'ausilio di un mirino per il controllo del fuoco accurato.  Oggi l'apparecchiatura digitale con live view (mirino elettronico) offre una semplificazione della maf tramite il focus peaking e lo zoom digitale (4x, 8x, 10x, etc) dei mirini elettronici. Altri metodi di controllo del fuoco accurato, con le mire ottiche, erano i "lentini" per ingrandire una piccola parte dello schermo smerigliato oppure gli stigmometri ed eventuale corona di microprismi intorno (soppiantati oggi dagli schermi per l'autofocus).
In stretta relazione con la nitidezza, la messa a fuoco, è da collegare direttamente ai circoli di confusione e alle aberrazioni ottiche.

### Nei telescopi
Per i telescopi il problema di mettere a fuoco oggetti posti a diversa distanza non sussiste, dato che la distanza dalla Terra degli oggetti stellari è sempre tanto grande da poter essere di fatto considerata infinita.
La messa a fuoco costituisce però ugualmente un problema a causa dell'elevatissimo ingrandimento, che richiede un'altissima precisione: anche una lievissima irregolarità nella curvatura della lente o dello specchio basta a provocare un'imperfetta messa a fuoco. Non è solo un problema di fabbricazione ma anche di condizioni operative: ad esempio le variazioni di temperatura possono causare la dilatazione termica dello specchio e quindi alterarne la curvatura.
Nei telescopi rifrattori si aggiunge il problema del diverso indice di rifrazione per i vari colori, per il quale ogni colore ha un diverso fuoco. Solo sfruttando come espediente varie lenti convesse è possibile focalizzare colore per colore (lunghezza d'onda per lunghezza d'onda) nel punto desiderato, che si trova per comodità lungo l'asse ottico del tubo.
Per questa ragione, con le attuali tecnologie, è praticamente impossibile costruire telescopi rifrattori con lenti dal diametro maggiore di 1 metro circa. Si riesce invece a costruire telescopi riflettori con specchi che superano gli 8 metri di diametro (LBT, VLT). Anche in questi tuttavia far convergere la luce verso lo specchietto secondario che a sua volta la rifletterà verso l'oculare può essere problematico.
Dimensioni maggiori sono ottenute utilizzando specchi composti da più elementi, che vengono mantenuti nella corretta posizione da un sistema di controllo computerizzato.

## Lunghezza focale

Fuoco a infinito

Il termine fuoco in ottica indica il punto in cui i singoli raggi formanti un fascio di radiazioni elettromagnetiche distinte si incontrano, e quindi concentrano, in seguito ad un'applicazione del fenomeno di rifrazione, applicato ad esempio in una lente, o al fenomeno di riflessione applicato ad esempio in uno specchio concavo. A seguito del fenomeno di convergenza dei raggi in un punto, nella realtà il fuoco non è sempre indicato come un insieme di punti, infatti teorizzando nell'ambito dell'ottica geometrica, si parla di un unico punto focale (vedi: Aberrazione). Il termine focale in ottica indica il piano o il punto in cui singoli raggi fotonici formanti un fascio di radiazioni elettromagnetiche distinte e arrivate da un punto all'infinito (simbolo {\displaystyle \infty }), si incontrano e quindi si concentrano. La distanza tra il centro ottico della lente ed il piano focale, indica appunto la distanza focale come valore assoluto della lente; usata per catalogare anche gli obiettivi fotografici (es: 50 mm), la focale di un'ottica è sempre riferita alla maf all'infinito.
Partendo dalla legge di Snell, si può ricavare il valore della distanza focale valido per fasci di raggi luminosi parassiali e lenti sferiche sottili (la relazione è anche detta legge dei fabbricanti di lenti):
{\displaystyle {\frac {1}{f}}=\left({\frac {n}{n'}}-1\right)\left[{\frac {1}{R_{1}}}+{\frac {1}{R_{2}}}\right].}
dove:
- n è l'indice di rifrazione del materiale con cui è costituita la lente,
- n' è l'indice di rifrazione dell'ambiente in cui la lente è immersa,
- {\displaystyle R_{1}} e {\displaystyle R_{2}} sono i raggi di curvatura della lente, definiti positivi per lenti convesse.

Questa legge vale solo nell'approssimazione di lenti sottili e cioè quando lo spessore della lente è trascurabile rispetto al suo diametro o quando il raggio di curvatura è molto più grande del diametro e solo nella condizione di utilizzare, nei calcoli, i raggi parassiali. In caso contrario o nei casi reali, la luce bianca non si concentra mai esattamente "tutta" in un solo punto, ma mostra varie dispersioni derivate dai difetti ottici tipo l'aberrazione cromatica e l'aberrazione sferica. Le lenti oftalmiche (da vista) con basso potere diottrico possono essere considerate come lenti sottili, mentre le ottiche fotografiche devono essere progettate seguendo precisi schemi a gruppi di lenti (in strati di aria e vetro), per limitare il più possibile le numerose distorsioni e aberrazioni indotte ai fasci di luce che le attraversano.